# Acacia aphylla

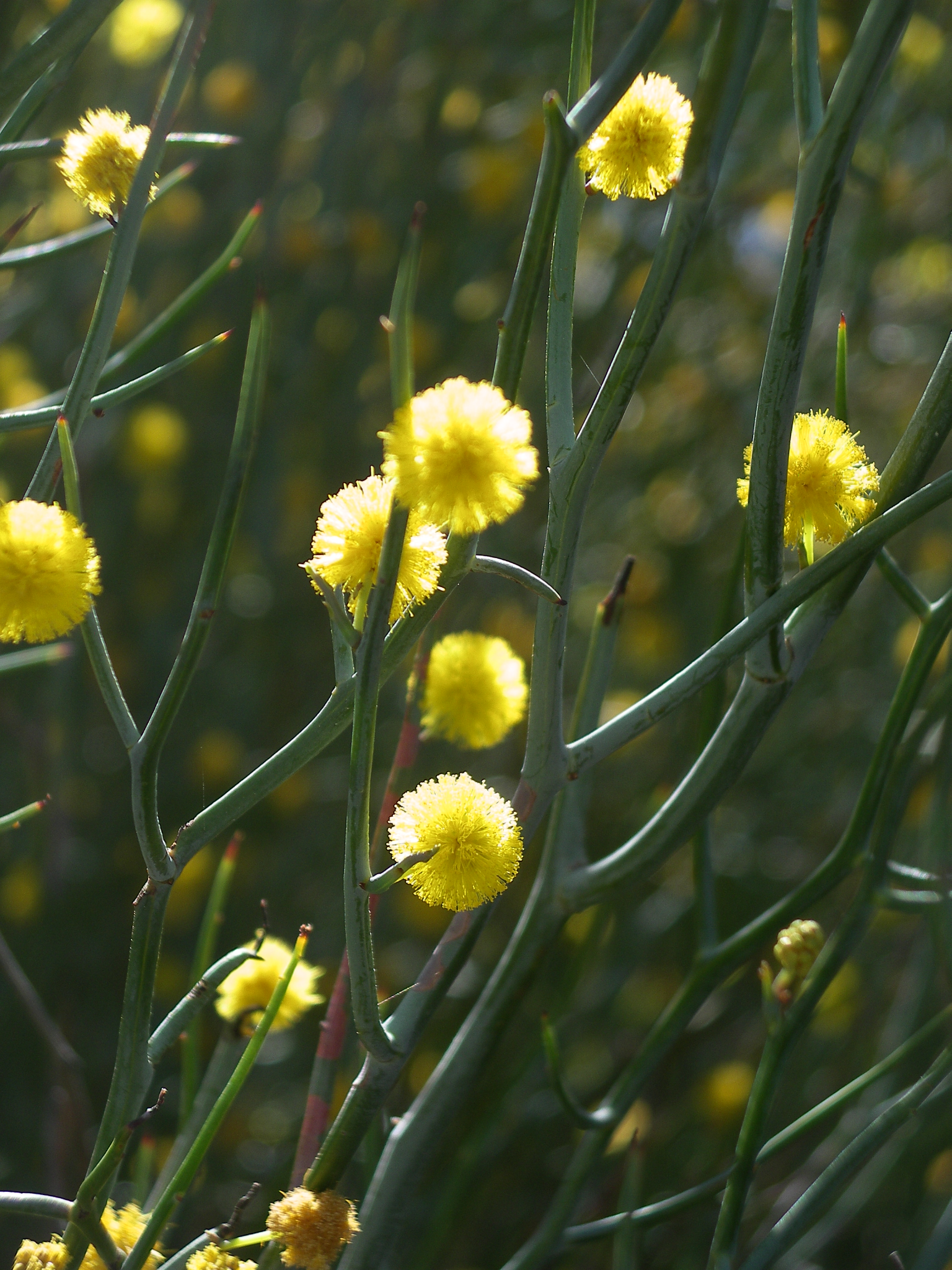
Acacia aphylla.

Acacia aphylla es un arbusto de la familia de las leguminosas (Fabaceae) endémico de una pequeña área en los alrededores de Perth, en Australia.  

## Descripción
No posee hojas y es espinoso. Crece entre 0,9 y 2,5 m de altura. Florece hacia fines del invierno y mediados de la primavera en su hábitat natural y presenta flores amarillas.

## Taxonomía
Acacia aphylla fue descrita por Bruce Roger Maslin y publicado en Nuytsia 1(4): 320. 1974.
Etimología
Acacia: nombre genérico derivado del griego ακακία (akakia), que fue otorgado por el botánico Griego Pedanius Dioscorides (A.C. 90-40) para el árbol medicinal A. nilotica en su libro De Materia Medica. El nombre deriva de la palabra griega, ακις (akis, espinas).
aphylla: epíteto latino que significa "sin hojas".